# Trypanosoma carchariasi
Trypanosoma carchariasi is een soort in de taxonomische indeling van de Euglenozoa. Deze micro-organismen zijn eencellig en meestal rond de 15-40 micrometer groot. Het organisme komt uit het geslacht Trypanosoma en behoort tot de familie Trypanosomatidae. Trypanosoma carchariasi werd in 1908 ontdekt door Laveran.